# Senador Guiomard
Senador Guiomard, amtlich Município de Senador Guiomard, ist eine Kleinstadt im Nordosten des brasilianischen Bundesstaates Acre mit über 22.000 Einwohnern, die Guiomarenser genannt werden. Sie ist die an Bevölkerung siebtgrößte Stadt in Acre. Sie liegt 24 km nordöstlich von der Hauptstadt Rio Branco entfernt und grenzt im Norden an den Bundesstaat Amazonas. Bekannt ist sie für den Erdnussanbau.

## Toponymie
Der Ort wurde zu Ehren des ehemaligen Gouverneurs von Acre und Senator José Guiomard dos Santos benannt.

## Geschichte
In den 1930er Jahren betätigten sich mehrere Familien im östlichen Acre als Quinarizinhos, Sammler von chininhaltigen Rinden, und schufen einen Siedlungskern. 1947 wurde eine Verbindungsstraße nach Rio Branco gebaut und 1956 der Weiler in die Kategorie einer Vila erhoben und 1957 Vila Grande Quinari benannt. Acre war zu der Zeit noch ein weit unerschlossenes Bundesterritorium. 1959 gelangten die ersten japanischen Ansiedlerfamilien nach Senador Guiomard und führten dort den Anbau von Erdnüssen ein. In den 1970er Jahren wuchs die Bevölkerung durch staatliche Umsiedlungsprogramme aus dem Südosten Brasiliens nach den Norden. Die Gründung neuer Städte in Acre ist zeitnah mit den Autonomiebestrebungen verbunden, Acre wurde Bundesstaat, die Stadt erhielt am 14. Mai 1963 den Status als Município de Senador Guiomard mit Selbstverwaltung.
Die Stadt ist als „Ort der Erdnüsse“ bekannt. Jedes Jahr veranstaltet die Gemeinde eine touristisch beliebte „Erdnuss-Party“, die Festa do amendoim.

## Lage
Die Fläche beträgt 2321,454 km² (Stand: 2015), die Bevölkerungsdichte betrug 2010 8,69 Einwohner pro km².
Im Norden grenzt die Stadt an den Bundesstaat Amazonas, im Südwesten liegt Rio Branco, im Osten und Nordosten grenzt sie an Plácido de Castro und Acrelândia.

## Stadtverwaltung
Stadtpräfekt (Bürgermeister) ist für die Amtszeit 2017 bis 2020 Andre Luis Tavares da Cruz Maia des Partido Social Democrático (PSD), der bei der Kommunalwahl 2016 mit 4533 Stimmen gewann.

## Bevölkerung
Die Bevölkerung betrug nach der Volkszählung des IBGE von 2022 21.454 Einwohner. Die Zahl wurde vom IBGE 2024 auf 22.352 Bewohner geschätzt.
Sie verteilte sich 2010 zu 12.703 Personen im (städtischen) Ortsbereich und zu 7476 Personen im weiträumigen ländlichen Bereich.

### Bevölkerungsentwicklung
Quelle: IBGE (Angaben für 1996, 2007 und 2024 sind lediglich Schätzungen)

## Infrastruktur
Von Rio Branco führt die Staatsstraße AC-040 nach Senador Guiomard und von dort verbindet die Straße 317 nach Boca do Acre im Bundesstaat Amazonas. Der nächstgelegene internationale Flughafen ist in der Hauptstadt Rio Branco. Über den Nachbarort Acrelândia besteht eine Verbindung durch die BR-364 zum Bundesstaat Rondônia.

## Wirtschaft
| Wirtschaftssektoren    | Wirtschaftssektoren | Wirtschaftssektoren | Wirtschaftssektoren | Wirtschaftssektoren |
| ---------------------- | ------------------- | ------------------- | ------------------- | ------------------- |
| Sektor                 |                     |                     |                     | Prozent             |
| Dienstleistung         | Dienstleistung      |                     | 43 %                | 43 %                |
| Landwirtschaft         | Landwirtschaft      |                     | 35 %                | 35 %                |
| Industrie              | Industrie           |                     | 22 %                | 22 %                |
| gerundet, Quelle: IBGE |                     |                     |                     |                     |

Die Landwirtschaft hat bei 35 % Anteil am wirtschaftlichen Geschehen den höchsten Anteil am städtischen Sozialprodukt.
| Anteile am BIP     | Anteile am BIP | Anteile am BIP | Anteile am BIP | Anteile am BIP |
| ------------------ | -------------- | -------------- | -------------- | -------------- |
| Sektor             |                |                |                | Tsd. Real      |
| Landwirtschaft     | Landwirtschaft |                | 92.863         | 92.863         |
| Dienstleistung     | Dienstleistung |                | 58.779         | 58.779         |
| Industrie          | Industrie      |                | 43.997         | 43.997         |
| Quelle: IBGE, 2014 |                |                |                |                |

Senador Guiomard verfügt mit der ZPE do Acre über eine der 24 brasilieneigenen Freihandelszonen, einer Zona de Processamento de Exportação (ZPE).
Mit den umliegenden Gemeinden Acrelândia, Bujari, Capixaba, Plácido de Castro, Rio Branco und Porto Acre bildet sie die statistisch-geographische Mikroregion Rio Branco, eine der drei Mikroregionen der Mesoregion Vale do Acre.

## Religionen
| Anzahl            | Religionsgemeinschaft      |
| ----------------- | -------------------------- |
| 9.827             | römisch-katholisch         |
| 6.855             | evangelisch-protestantisch |
| 49                | Spiritualisten             |
| Quelle: IBGE 2010 |                            |

Größte Religionsgemeinschaft bilden die Anhänger der römisch-katholischen Kirche in Brasilien, gefolgt von Anhängern des evangelisch-protestantischen Glaubens. Senador Guiomard gehört zum Bistum Rio Branco.